# 파르크 쿨투리역 (소콜니체스카야선)
파르크 쿨투리 역(러시아어: Парк Культу́ры)은 모스크바 지하철 소콜니체스카야 선의 역이다.

## 역사
파르크 쿨투리 역은 1935년 5월 15일 모스크바 지하철이 처음 개통될 당시 함께 개장되었다. 역이 세워질 당시 이름은 오호트니 랴트였으나, 이후 1955년 이메니 엘 엠 카가노비차 역으로 이름이 바뀌었다. 1957년에는 다시 오호트니 랴트로 이름이 바뀌었지만 1965년에 또다시 프로스펙트 마르크사로 이름을 바꾸었다. 현재의 이름은 1990년 개정된 것이다.
처음 역이 개장되었을 때의 이름은 첸트랄니 파르크 쿨투리 이 오티하 이메니 고리코보(러시아어: Центральный парку культуры и отдыха имени Горького)였다. 뜻은 고리키 중앙 휴식 문화 공원으로 당시 이 근처에 있던 공원의 이름을 따서 지었으나 실제로는 약자로 체페카이오(ЦПКиО), 또는 고리키 문화공원으로 불렀다. 1980년 모스크바 올림픽을 기념해 이름은 문화 공원으로 바뀌었으나 아직도 몇몇 표지판이나 옛 시설같은 곳에서 옛 이름의 흔적을 찾아볼 수 있다.

### 테러
2010년 3월 29일 체첸 독립주의자들에 의해 자살폭탄테러가 일어났다. 이 사건으로 40명이 사망하고 80명 가량이 다쳤다.

## 환승
이 역에서는 콜체바야 선의 파르크 쿨투리 역으로 갈아탈 수 있다.